# Vịt bãi nhỏ
Vịt bãi nhỏ, tên khoa học Aythya affinis, là một loài chim trong họ Vịt.